# استودیو عصر طلایی
استودیو عصر طلایی یک استودیو فیلمسازی و دوبله در شهر تهران، ایران بود که در سال ۱۳۲۹ یا ۱۳۳۰ توسط عزیزالله کردوانی تأسیس شده بود. همچنین امین امینی مدیرمسوول و مدیرتولید این استودیو بوده است. این استودیو در ابتدا در میدان فردوسی قرار داشته سپس با ساخت یک ساختمان مجهز به منطقه نارمک منتقل شده است. از سینماگران مطرح که در استودیو عصر طلایی مشغول به کار بوده‌اند می‌توان به گورگن گریگوریانس، وارطان چاپاریان، مهدی امیرقاسم‌خانی احمد شیرازی، فریدون ری‌پور و اسحاق خانزادی اشاره کرد.
فیلم مشهدی عباد به کارگردانی صمد صباحی اولین فیلم ساخته شده استودیو عصر طلایی در سال ۱۳۳۲ بوده است. این استودیو در سال ۱۳۵۲ تعطیل شده است.

## فیلم‌های تولیدشده
- علی کنکوری (۱۳۵۲)
- استوار و پاسبان (۱۳۵۱)
- حسن دینامیت (۱۳۵۱)
- جان‌سخت (۱۳۵۰)
- شراره (۱۳۵۰)
- ماجرای یک دزد (۱۳۵۰)
- نقره داغ (۱۳۵۰)
- نوبر اصفهان (۱۳۵۰)
- آژیر خطر (۱۳۴۹)
- آینه زمان (۱۳۴۹)
- جمعه شیرین (۱۳۴۹)
- جنجال عروسی (۱۳۴۹)
- خشم عقابها (۱۳۴۹)
- کوچه مردها (۱۳۴۹)
- مرید حق (۱۳۴۹)
- بازی خطرناک (۱۳۴۸)
- سرود زندگی (۱۳۴۸)
- سوگند سکوت (۱۳۴۸)
- عشق آفرین (۱۳۴۸)
- ازدواج ایرانی (۱۳۴۷)
- بهرام شیردل (۱۳۴۷)
- چهار درویش (۱۳۴۷)
- ریکاردو (۱۳۴۷)
- شاهراه زندگی (۱۳۴۷)
- هفت دختر برای هفت پسر (۱۳۴۷)
- پسران علاءالدین (۱۳۴۶)
- چهار خواهر (۱۳۴۶)
- عروس تهران (۱۳۴۶)
- علی بابا و چهل دزد (۱۳۴۶)
- گذشت بزرگ (۱۳۴۶)
- بیست سال انتظار (۱۳۴۵)
- دو انسان (۱۳۴۵)
- سه بمب آتشین (۱۳۴۵)
- سه قهرمان (۱۳۴۵)
- مأمور دو جانبه (۱۳۴۵)
- ببر کوهستان (۱۳۴۴)
- جلاد (۱۳۴۴)
- ده سایه خطرناک (۱۳۴۴)
- سه تا بزن‌بهادر (۱۳۴۴)
- مرد ده میلیون تومانی (۱۳۴۴)
- افسانه دهکده (۱۳۴۳)
- جاهل‌ها و ژیگول‌ها (۱۳۴۳)
- چهار تا شیطون (۱۳۴۳)
- دختر ولگرد (۱۳۴۳)
- دختران با معرفت (۱۳۴۳)
- آقای هفت رنگ (۱۳۴۲)
- فرشته ای در خانه من (۱۳۴۲)
- مادر فداکار (۱۳۴۲)
- پنجه (۱۳۴۱)
- خداداد (۱۳۴۱)
- گل گمشده (۱۳۴۱)
- صد کیلو داماد (۱۳۴۰)
- عشق بزرگ (۱۳۴۰)
- بچه ننه (۱۳۳۹)
- آقا جنی شده (۱۳۳۸)
- سایه (۱۳۳۸)
- آقای اسکناس (۱۳۳۷)
- بازگشت به زندگی (۱۳۳۶)
- مادموازل خاله (۱۳۳۶)
- بوسه مادر (۱۳۳۵)
- هفده روز به اعدام (۱۳۳۵)
- فرزند گمراه (۱۳۳۴)
- میلیونر (۱۳۳۳)
- دختر چوپان (۱۳۳۲)
- مشهدی عباد (۱۳۳۲)